# Entità spirituale

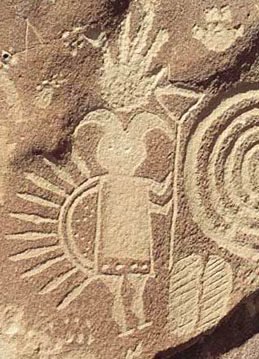
Rappresentazione petroglifica di uno spirito navajo in un sito archeologico di Dinétah nell'area di Largo Canyon (Nuovo Messico)

Un'entità spirituale inteso quale spirito è nella storia delle religioni un fenomeno variamente definibile, a seconda del contesto storico e della tradizione in cui il termine viene adoperato.
Come nella sua accezione filosofica, esso connota in linea generale un principio immateriale, che può caratterizzare sia una facoltà mentale (in tedesco Geist) che un'intelligenza personificata, comunque distinta dalla materia corporea.

## Uso del termine
Si possono designare come spiriti sia quelle entità difficilmente inquadrabili entro precise forme di culto o cornici mitologiche, ma anche esseri da tenere distinti tra loro, come geni, demoni, Diavoli, persino divinità come quelle del pantheon egizio, oppure i defunti.
In quest'ultimo caso, si parla di «spiriti dei morti» per indicare le anime dei trapassati che danno luogo a manifestazioni di tipo spiritistico, con sembianze di spettri, riferendosi a un loro presenza attiva nel mondo dei vivi più che in un aldilà.

### Contesto animistico
È però soprattutto in ambito sciamanico e animistico che ricorre la nozione di spirito, con cui si designano genericamente le entità incorporee o invisibili che presiedono ai fenomeni della natura, o che abitano le sue singole parti: si parla, ad esempio, sin dall'antichità, di spiriti degli alberi, dei fiumi, dei monti, dei boschi, ecc.
Il filosofo ilozoista Talete affermava in proposito che «tutte le cose sono piene di dei».
Anche la medicina greca, nella versione perfezionata da Galeno, si basava sulla presenza nell'organismo umano di tre tipologie di «spiriti animali», ognuno con una sua specifica funzione.
La filosofia naturale in Occidente rimane caratterizzata dal pampsichismo, cioè da una visione per cui ogni oggetto o elemento della realtà è pervaso da una coscienza: fino al Rinascimento la Natura viene concepita come tutta viva, animata da forze sensibili o da centri di energia (monadi). Fu inoltre all'inizio dell'età moderna che gli spiriti della natura, ricorrenti nelle mitologie nordiche con gli appellativi di fate, gnomi, folletti, vengono studiati con piglio scientifico da Paracelso che scrisse un trattato su di loro, il Liber de nymphis, sylphis, pygmaeis et salamandris, distinguendoli in base ai loro rispettivi elementi di appartenenza, ovvero fuoco, aria, acqua, terra.
Il significato animistico di spirito ritorna in età romantica in riferimento alla personificazione dei tratti comuni ad una determinata stirpe (Spirito del popolo) o ad una data epoca (Spirito del tempo).

### Spiritismo
Nella seconda metà dell'Ottocento fu coniato il termine spiritismo come branca del più vasto movimento dello spiritualismo, per indicare gli studi e le pratiche rivolti a indagare i fenomeni della medianità e del paranormale riguardanti in particolare l'evocazione degli spiriti disincarnati dei defunti, talora attinenti al recupero di pratiche divinatorie come la negromanzia.
La credenza negli spiriti sembra essere in ogni caso una caratteristica comune ad ogni religione.